# (1029) La Plata
(1029) La Plata – planetoida z pasa głównego asteroid okrążająca Słońce w ciągu 4 lat i 336 dni w średniej odległości 2,89 au. Została odkryta 28 kwietnia 1924 roku w Obserwatorium w La Plata przez Johannesa Hartmanna. Należy do rodziny planetoidy Koronis. Nazwa planetoidy pochodzi od miasta La Plata w Argentynie, gdzie została odkryta. Przed nadaniem nazwy planetoida nosiła oznaczenie tymczasowe (1029) 1924 RK.